# Province du Sud (Sri Lanka)
Pour les articles homonymes, voir Province du Sud.
La province du Sud (en singhalais : දකුණු පළාත Dakunu Palata ; en tamoul : தென் மாகாணம் Thaen Maakaanam) est l'une des provinces du Sri Lanka. La capitale de la province est Hambantota.

## Districts
La province est constituée de trois districts :
- Galle (capitale : Galle), à l'ouest,
- Matara (capitale : Matara) au centre,
- Hambantota (capitale : Hambantota), à l'est.

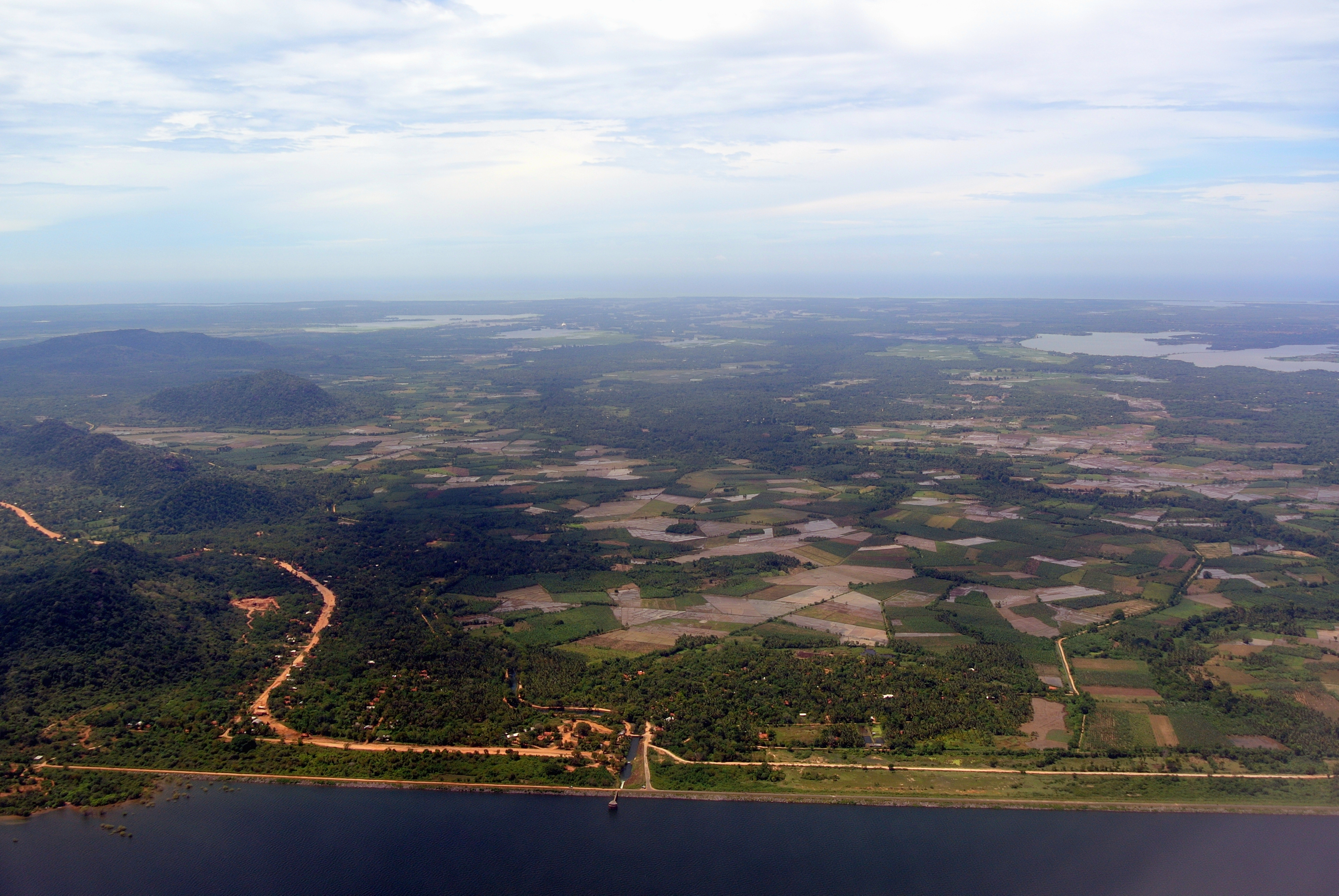
Vue aérienne du district de Hambantota